# پل هرمان مولر
پل هرمان مولر (انگلیسی: Paul Hermann Müller؛ زاده ۱۲ ژانویهٔ ۱۸۹۹ درگذشته ۱۲ اکتبر ۱۹۶۵) یک شیمی‌دان و دانشمند در زمینه شیمی اهل سوئیس بود. در سال ۱۹۴۸ او جایزه نوبل را در فیزیولوژی و پزشکی برای کشف خود در سال ۱۹۳۹ در مورد خاصیت حشره‌کشی و استفاده از ددت در کنترل بیماری‌های ناقل‌دار مانند مالاریا و تب زرد دریافت کرد.